# Trimounsite-(Y)
La trimounsite-(Y) è un minerale.